# Denis Devaux
Pour les articles homonymes, voir Devaux.
Denis Aimé Jules Devaux, né le 9 janvier 1939 à Cize (Jura) et mort le 29 janvier 2025 à Dole, est un footballeur international français assigné au poste de défenseur central, notamment au RC Strasbourg de 1959 à 1966.

## Biographie

### Entraîneur
Denis Devaux est l'entraîneur du Stade poitevin Football Club entre 1991 et 1998. Durant la saison 1994-1995, son équipe, évoluant alors en National, élimine l'AS Monaco de Sonny Anderson et Lilian Thuram en seizième de finale de la Coupe de France (2-1). Ses joueurs récidivent en 1998, sur le même score, en huitième de finale de la Coupe de la Ligue contre Le Havre, autre formation de Division 1 alors emmenée par Vikash Dhorasoo et Cyrille Pouget.

### Mort
Denis Devaux meurt le 29 janvier 2025 à Dole à l'âge de 86 ans,.

## Palmarès
- Finaliste de la Coupe Charles Drago 1961 (avec le RC Strasbourg)
- Vainqueur de la Coupe de France 1965-1966 (avec le RC Strasbourg)
- Vainqueur de la Coupe de la Ligue française 1963-1964 (avec le RC Strasbourg)

## Matchs internationaux
| # | Date         | Lieu                            | Adversaire | Résultat | Compétition  | Notes      |
| - | ------------ | ------------------------------- | ---------- | -------- | ------------ | ---------- |
| 1 | 24 mars 1965 | Parc des Princes, Paris, France | Autriche   | D 1 - 2  | Match amical | Titulaire. |